# Vallée-Jonction
Vallée-Jonction est une municipalité dans la municipalité régionale de comté de La Nouvelle-Beauce, dont elle a été le chef-lieu de 2019 à 2022, au Québec, située dans la région administrative de Chaudière-Appalaches.

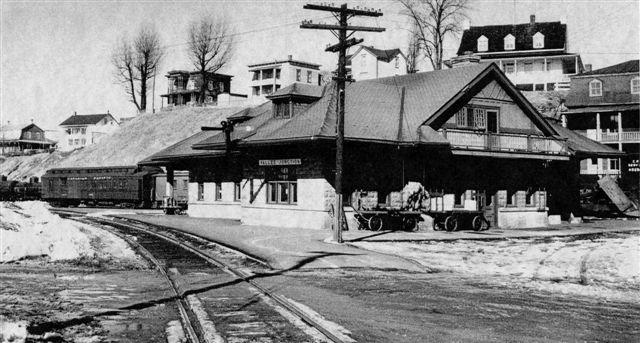
La gare de Vallée-Jonction en 1945.

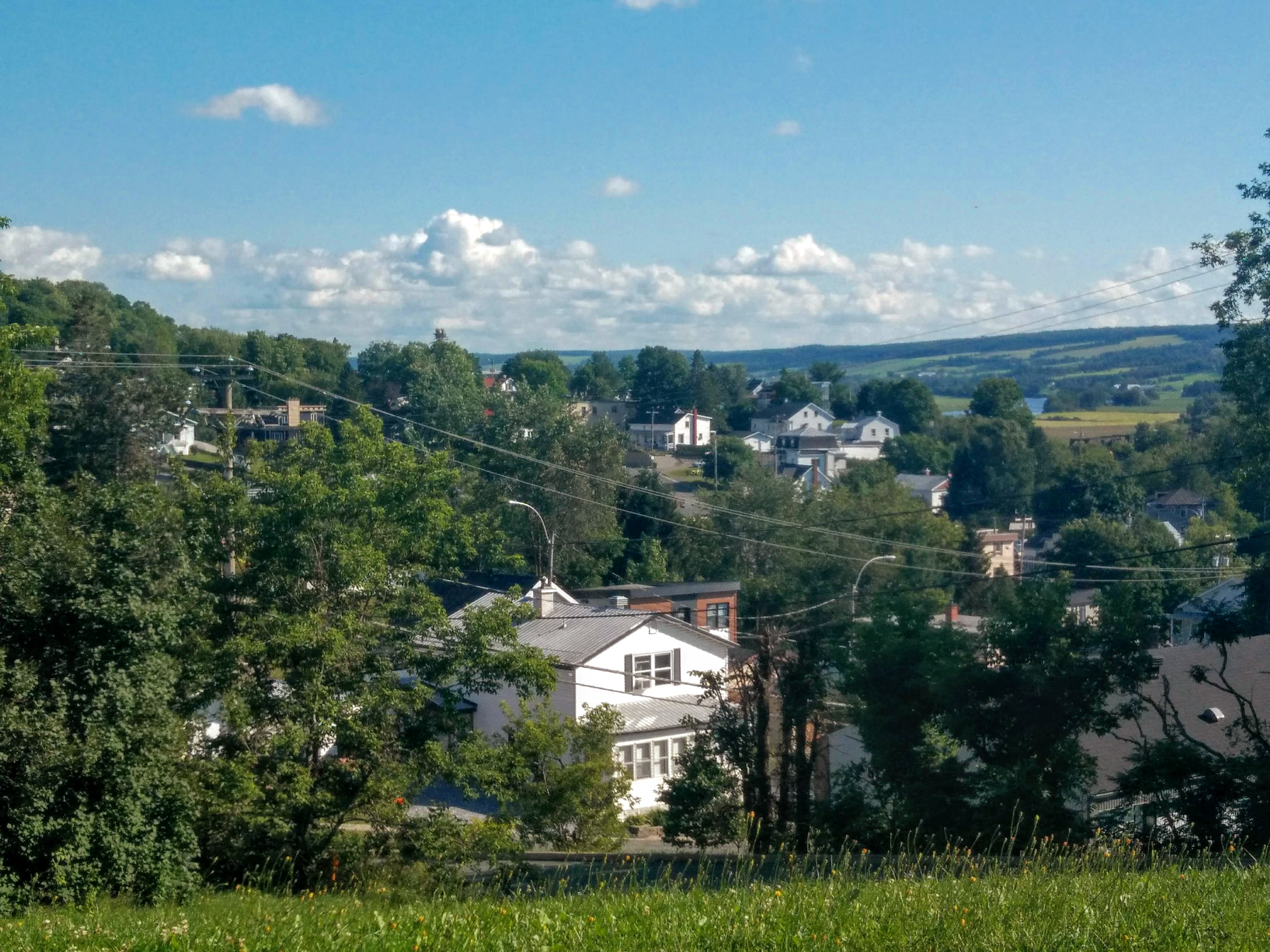
Le secteur résidentiel au sud du village, accroché au flanc est de la vallée de la rivière Chaudière.

## Toponymie
Le nom rappelle celui de la gare et évoquerait une dame Vallée batelière sur la rivière Chaudière.

## Histoire

### Chronologie
- 9 mars 1900 : érection de la paroisse de L'Enfant-Jésus;
- 29 décembre 1924 : érection du village d'Enfant-Jésus par scission de la paroisse;
- 15 mars 1969 : le village d'Enfant-Jésus devient le village de Vallée-Jonction;
- 22 mars 1989 : fusion de la paroisse de L'Enfant-Jésus et du village de Vallée-Jonction pour l'érection de la municipalité de Vallée-Jonction;
- 21 juin 2019 : à la suite de l'inondation du siège administratif de la municipalité régionale de comté à Sainte-Marie, la municipalité devient le chef-lieu de La Nouvelle Beauce[1],[2].

## Géographie
Les rivières Nadeau et Lessard coulent vers le nord-est pour confluer sur la rive gauche de la rivière Chaudière dans le nord-ouest de la municipalité.
La rivière Belair coule vers le sud-ouest jusqu'à sa confluence avec la rivière Chaudière dans le nord-ouest de la municipalité.
La rivière Morency traverse se sud-est de la municipalité en direction sud-ouest jusqu'à sa confluence avec la rivière Chaudière.

## Démographie
| 1996  | 2001  | 2006  | 2011  | 2016  | 2021  |
| ----- | ----- | ----- | ----- | ----- | ----- |
| 1 827 | 1 882 | 1 868 | 1 940 | 1 875 | 1 864 |

## Administration
Les élections municipales se font en bloc pour le maire et les six conseillers.
| Vallée-Jonction Maires depuis 2001                                                                                   |                 |         |          |
| Élection | Maire           | Qualité | Résultat |
| 2001 | Lise Cloutier   |         | Voir     |
| 2005 | Lise Cloutier   | Voir    |          |
| 2009 | Réal Bisson     |         | Voir     |
| 2013 | Réal Bisson     | Voir    |          |
| 2017 | Réal Bisson     | Voir    |          |
| 2021 | Patricia Drouin |         | Voir     |
| Élection partielle en italique Depuis 2005, les élections sont simultanées dans toutes les municipalités québécoises |                 |         |          |

## Économie

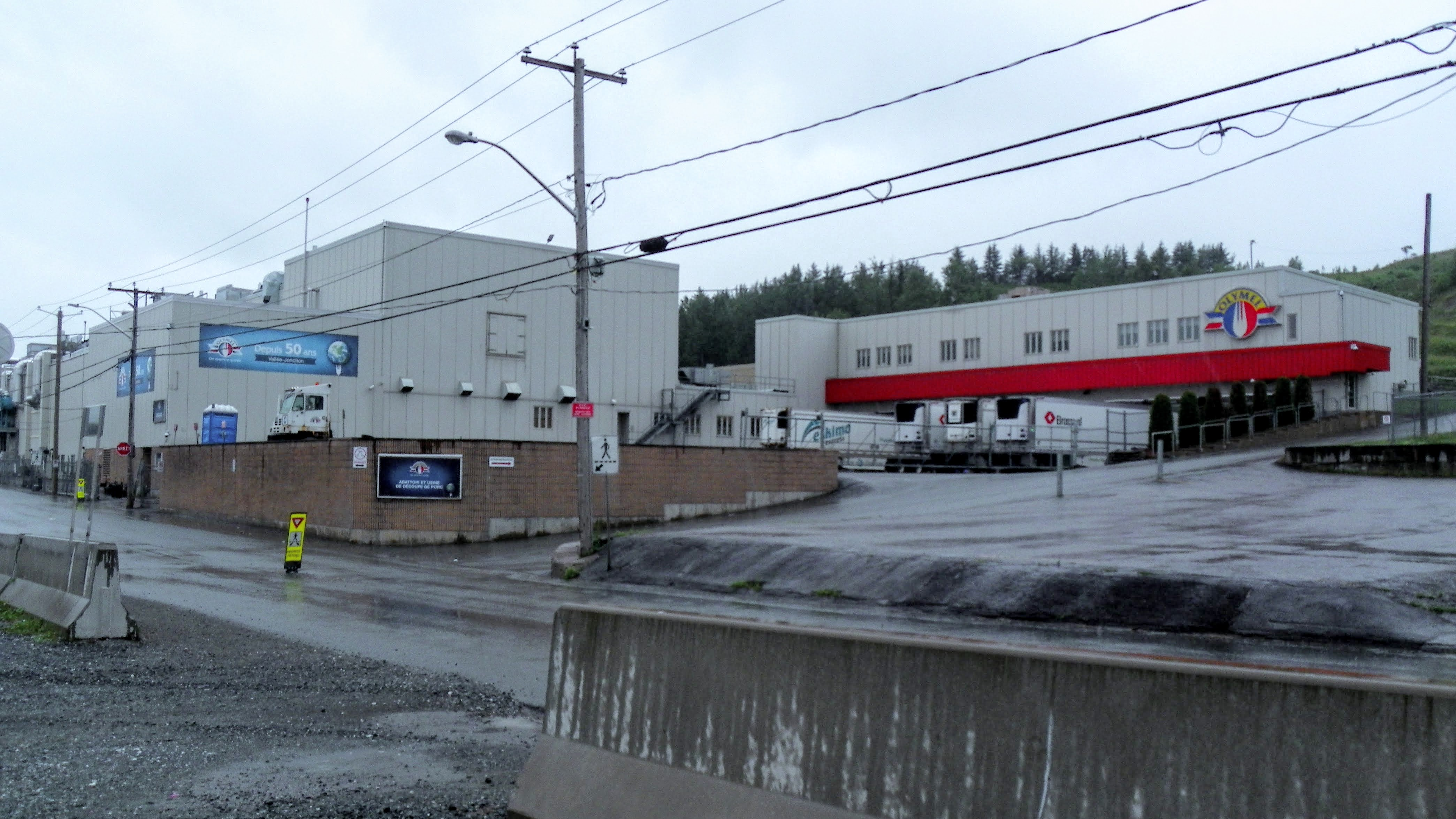
Abattoir d'Olymel.

Son activité économique est diversifiée tant sur les volets agricole, commercial et industriel.
La Valley Shoe Co. - Souliers de la Vallée Inc. y fut créée en 1932. Le petit village du centre de la Beauce a retenu l'attention des médias nationaux à l'hiver 2007 alors que la compagnie Olymel annonçait la fermeture de son usine de 1 100 employés, à la suite du refus de ces derniers d'accepter des baisses salariales. De plus, à l'automne 2007, une violente explosion chez Les Aciers Rémi Latulippe a fait cinq blessés, sans toutefois causer de décès. Le bâtiment est une perte totale, mais toutefois l'usine est reconstruite et reprend du service à l'été 2008.
La municipalité a un parc industriel où se sont établies maintes entreprises dans la dernière décennie. Parmi celles-ci, on notera A.B. Métal, Métal B.G.L., les Paysagement de la Vallée et le géant de la maison, Pro-Fab.
La compagnie Transport L.F.L est également lucrative et emploie de nombreuses personnes.

## Éducation
L'école L'Enfant-Jésus assure l'enseignement primaire alors que les élèves du secondaire sont dirigés à l'école secondaire Veilleux, de Saint-Joseph-de-Beauce.

## Attraits
- L'autodrome Chaudière, circuit de course automobile de type stock car, se trouve à Vallée-Jonction[6].
- Club de ski avec école de ski
- Base de plein air
- Ancienne gare de trains
- Sentiers de ski et fonds et de raquettes[7]